# The Sophtware Slump
Albums de Grandaddy
The Broken Down Comforter Collection
(1999) The Windfall Varietal
(2000)
The Sophtware Slump est un album du groupe Grandaddy, paru en 2000.

## Titres
1. He's Simple, He's Dumb, He's The Pilot (8:52)
2. Hewlett's Daughter (3:06)
3. Jed the Humanoid (4:18)
4. The Crystal Lake (5:00)
5. Chartsengrafs (2:51)
6. Underneath the Weeping Willow (2:40)
7. Broken Household Appliance National Forest (4:34)
8. Jed's Other Poem (Beautiful Ground) (3:25)
9. E. Knievel Interlude (The Perils of Keeping It Real) (1:57)
10. Miner at the Dial-a-View (5:21)
11. So You'll Aim Towards the Sky (4:43)
12. Our Dying Brains [*]
13. First Movement/Message Sent [*]

* Les deux derniers morceaux sont apparus en bonus dans la version japonaise de l'album.